# ジェンス・アクスボー
ジェンス・アクスボー (丁: Jens Axboe、1976年頃生まれ) はLinuxカーネルハッカーである。

## 業績
アクスボーは現在ブロック層と他のブロックデバイスのLinuxカーネルメンテナであり、さらに、CFQI/Oスケジューラ、Noopスケジューラ、Deadlineスケジューラ、io_uring、およびsplice IOアーキテクチャにも貢献している。ジェンスは、Linuxカーネル内のすべてのブロックIOアクティビティをトレースする方法を提供するblktraceユーティリティとカーネルパーツの作成者でもある。blktraceは2.6.17以降のLinuxカーネルに存在する。
Linuxカーネルでのブロック層の作業を容易にするために、アクスボーはフレキシブルIOテスター(flexible IO tester、fio)ベンチマークおよびワークロード・シミュレーション・ツールを作成した。fioは、同期、非同期、mmapなどのさまざまなタイプのI/O負荷をシミュレートできるだけでなく、スレッドまたはプロセスの数、読み取りと書き込みの組み合わせ、その他のさまざまなパラメータを指定できる。 fioは、2012年12月に単一システムにおける1秒あたりの最大IOPSの記録を樹立するために使用された。
2010年5月に、アクスボーはOracleを退職した後、Fusion-ioに入社した。彼は2014年1月24日金曜日、メーリングリストで、Facebookに入社するために3年半勤務したFusion-ioを辞めると発表した。

## リファレンス
1. ↑  Jeremy Andrews (2007年1月30日). “Interview: Jens Axboe”.  KernelTrap. 2013年1月14日時点のオリジナルよりアーカイブ。2019年8月19日閲覧。
2. ↑  “Jens Axboe, Oracle”.  Linux Foundation (2013年). 2013年4月2日時点のオリジナルよりアーカイブ。2019年8月19日閲覧。
3. ↑  某ユーチューバーが某緑色SSDの耐久性を測るのに使っているコマンドがこれである
4. ↑  “fio - Flexible IO Tester” (2019年8月15日). 2019年8月19日閲覧。
5. ↑  Axboe, Jens (2012年12月15日). “PATCH 00/26: AIO performance improvements/cleanups, v2”. 2019年8月19日閲覧。
6. ↑  Axboe, Jens (2010年5月31日). “Last Day at Oracle”. 2019年8月19日閲覧。
7. ↑  Axboe, Jens (2014年1月24日). “Leaving Fusion-io”. Template:Cite webの呼び出しエラー：引数 accessdate は必須です。